# Epipactis flaminia
Epipactis flaminia är en orkidéart som beskrevs av P.R.Savelli och Aless. Epipactis flaminia ingår i släktet knipprötter, och familjen orkidéer. Inga underarter finns listade i Catalogue of Life.